# MK전자
MK전자 주식회사(영어: MK Electronics, 약칭: MKE)는 대한민국의 부품 소재 기업이다.

## 실적
2023년 기준 제품별 매출은 본딩와이어가 94%, 솔더블이 3.4%, 기타 2.7%이며 매출에서 수출의 비중은 약 70%이다. 중국 반도체 밸류체인에 포함되어 있으며
글로벌 반도체 기업에서 사들인 중고 장비를 중국 내 중소 반도체 기업에 재판매하고 있다

## 사업장 현황
사업장은 경기 용인(본사), 경기 시흥(도금공장), 음성(재생, 이차전지음극재), 중국 쿤산(해외법인), 그리고 대만지사를 가지고 있다.

## 같이 보기
- 한국토지신탁
- 동부건설
- HJ중공업
- 오션비홀딩스